# Quilles du pays Bigouden et Cap Sizun
Le jeu de quilles du Pays Bigouden et Cap Sizun  est un jeu de quilles pratiqué dans le Pays Bigouden et à Cap Sizun dans le Finistère, au sud de la Bretagne.
Ce jeu de quilles est inscrit à l'Inventaire du patrimoine culturel immatériel en France.

## Historique
Les jeux de quilles sont très populaires en Bretagne, on les retrouvait surtout dans les cafés et dans les fêtes locales. Aujourd’hui, ils ont pour beaucoup disparus du quotidien mais restent pratiqués lors des journées festives, comme la fête du Pardon. C’est le cas par exemple à Landudec, où un concours de quilles est organisé à cette occasion, ainsi qu’un concours de galoche. Il n’est pas rares que les galocheurs s’invitent aux quilliers, et vice-versa, ce qui permet de  nombreux échanges.

## Description
Le jeu de quilles du Pays Bigouden et Cap Sizun se compose de 9 quilles en bois, mais sa particularité réside dans le fait que la boule est remplacée par des galets de différentes tailles en fonction des joueurs. Les quilles sont placées en fonction de leur taille. La plus grande quille (55 centimètres) est placée au centre du carré formé par les 8 autres quilles. Celles de taille moyenne (40 centimètres) sont dans les angles, et les plus petites (30 centimètres) sont entre ces dernières. 
Le joueur doit lancer son galet à une distance de 9 mètres des quilles. Il a deux lancers. Son but est de faire le maximum de points en faisant tomber les bonnes quilles. En effet, si la quille centrale tombe seule, elle rapporte 9 points. Si une quille d’angle tombe seule, elle vaut alors 5 points. Les petites valent un point. Si plusieurs quilles tombent, alors elles perdent ce décompte et valent toutes un seul point. La partie se joue en plusieurs manches (généralement 3). Le vainqueur est celui qui a accumulé le maximum de points sur ces 3 manches.